# مووتاینه
مووتاینه (به لاتین: Mołtajny) یک روستا در لهستان است که در گمینا بارچیانه واقع شده‌است. مووتاینه ۷۶۰ نفر جمعیت دارد.